# FBI SWAT
FBI SWAT（FBI Special Weapons and Tactics Teams、FBI特殊武器戦術部隊）は、連邦捜査局（FBI）の非常設警察戦術部隊（SWAT）である。
FBIは全米に56か所ある支局にSWATチームを置いていて、各チームは支局の規模や予算によって異なる人数の認定SWAT隊員で構成されている。

## 歴史
1970年代初頭にFBIアカデミーの銃器部隊がSWATチームの設立に関しての研究を開始した。
1973年のウンデッド・ニー占拠事件の後に、FBIは各地域にSWATチームの編成と適格な指揮官を提供するための地域SWATプログラムを立ち上げた。

## 職務

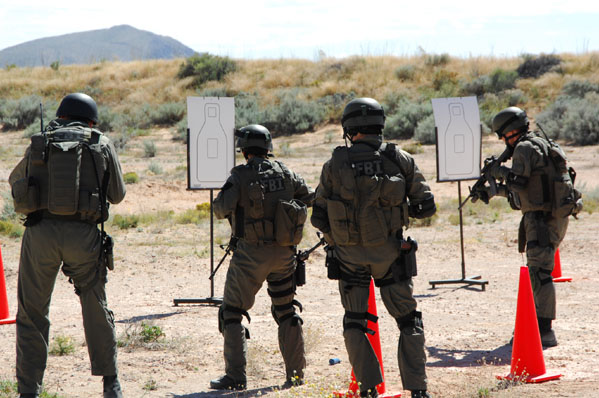
ターゲット射撃訓練を行うFBI SWAT隊員たち

FBIのSWATチームは、令状にもとづいて、現在進行形の銃乱射事件やバリケード内への立てこもり事件、または要人や職員の保護を必要とする事件などのリスクの高い事件に介入するために特別な訓練を受けている。

### 訓練
SWATチームは月平均32時間の訓練を行っている。

### 支援・派遣
FBIのSWATチームは、国により定められた標準的な訓練を受け、同じ装備を使用しているため、他の支局のチームを支援することが可能となっている。また、SWATチームは、リスクの高い、大規模な事件に対処するために、人員や予算などのリソースが限られている地元の法執行機関を支援するために派遣されることもある。
FBI SWATの出動は、いくつかの要因によって決定される。その要因のいくつかは以下のとおり；
- 激しい抵抗や暴行が予測される場合
- 法執行機関および一般市民に対する潜在的リスクが予期される場合
- 令状を執行する場所や事件上の必要性を勘案した場合

## SWATオペレーションユニット
SWATオペレーションユニット（SWAT Operations Unit、SOU）は、FBI重大事件対応グループに属し、FBI SWATプログラムを監督している。
SOUは、SWATチームの標準的な訓練や手順、戦術、および機器を含む研究開発を担当し、複数の支局における部隊展開のための相互運用性を確保している。

## エンハンスドSWAT
9つのFBI SWATチームは「エンハンスド（Enhanced、強化型）」SWATチームとして指定され、必要に応じて常設部隊である連邦政府の人質救出チームを支援したり、増援となれるように特別な訓練を受けている。強化型SWATチームは通常、より大きな支局に配置され、更なる戦術的機器や手法へのアクセスが可能となるだけでなく、標準的なチームよりも多くの人員で構成される。

## 装備品
FBI SWATの装備は、一般的な警察のSWATの装備とほぼ同じとなっている。

### 武器

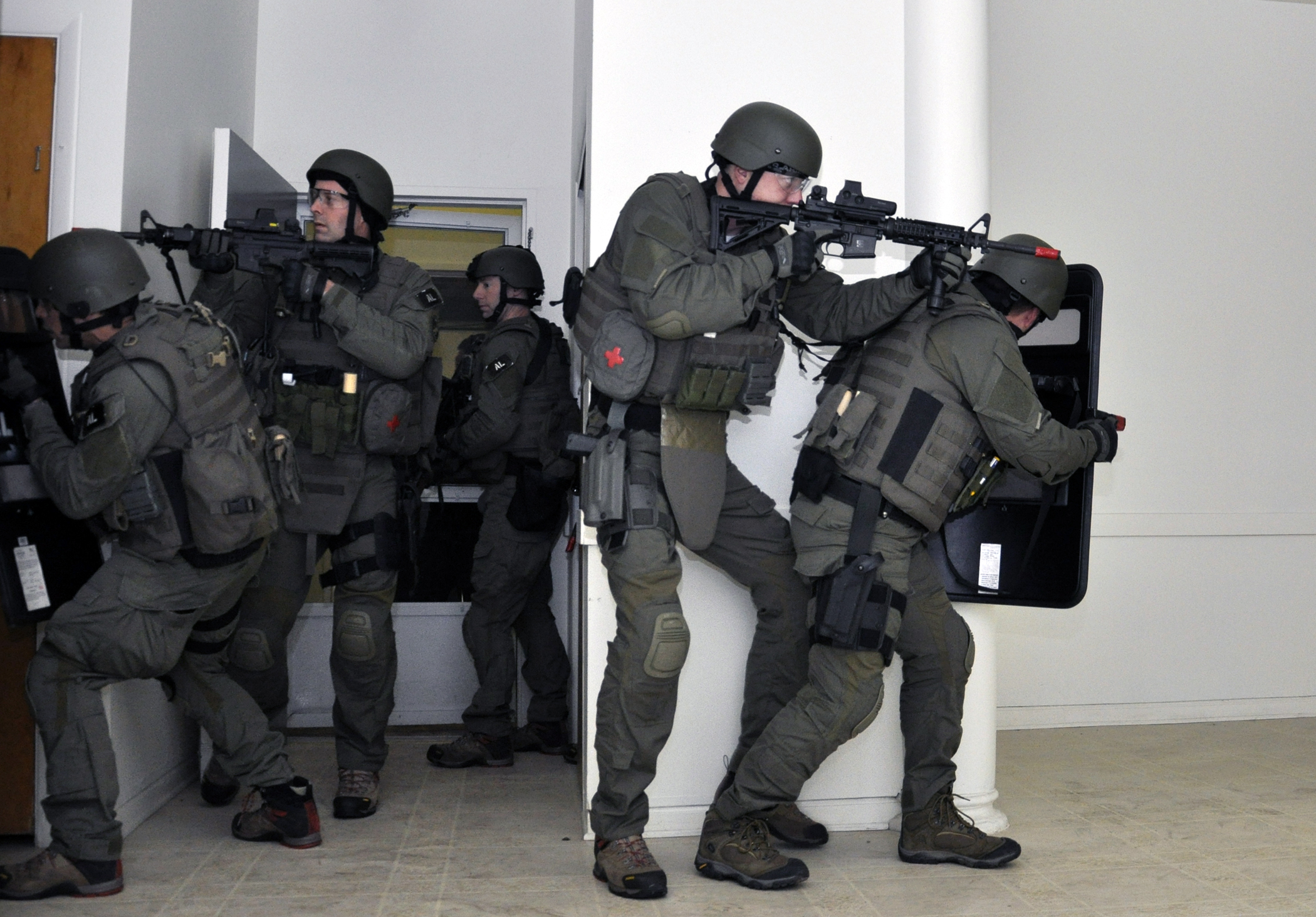
ウォーターヴレット工廠でルームクリアリング訓練を行うFBI SWATチーム

FBI SWATはM4カービンやH&K MP5/10、レミントンM870、レミントンM700、様々なグロックモデル（17 Gen4、19M、20）、SIG SAUER P226、スプリングフィールド・アーモリー1911 Professional Customを使うことが知られている。
また、FBI SWATは防弾シールドやスタングレネード、バッテリング・ラム、スレッジハンマー、ハリガンバー、ガスマスクなどの装備も使用している。

### 車両

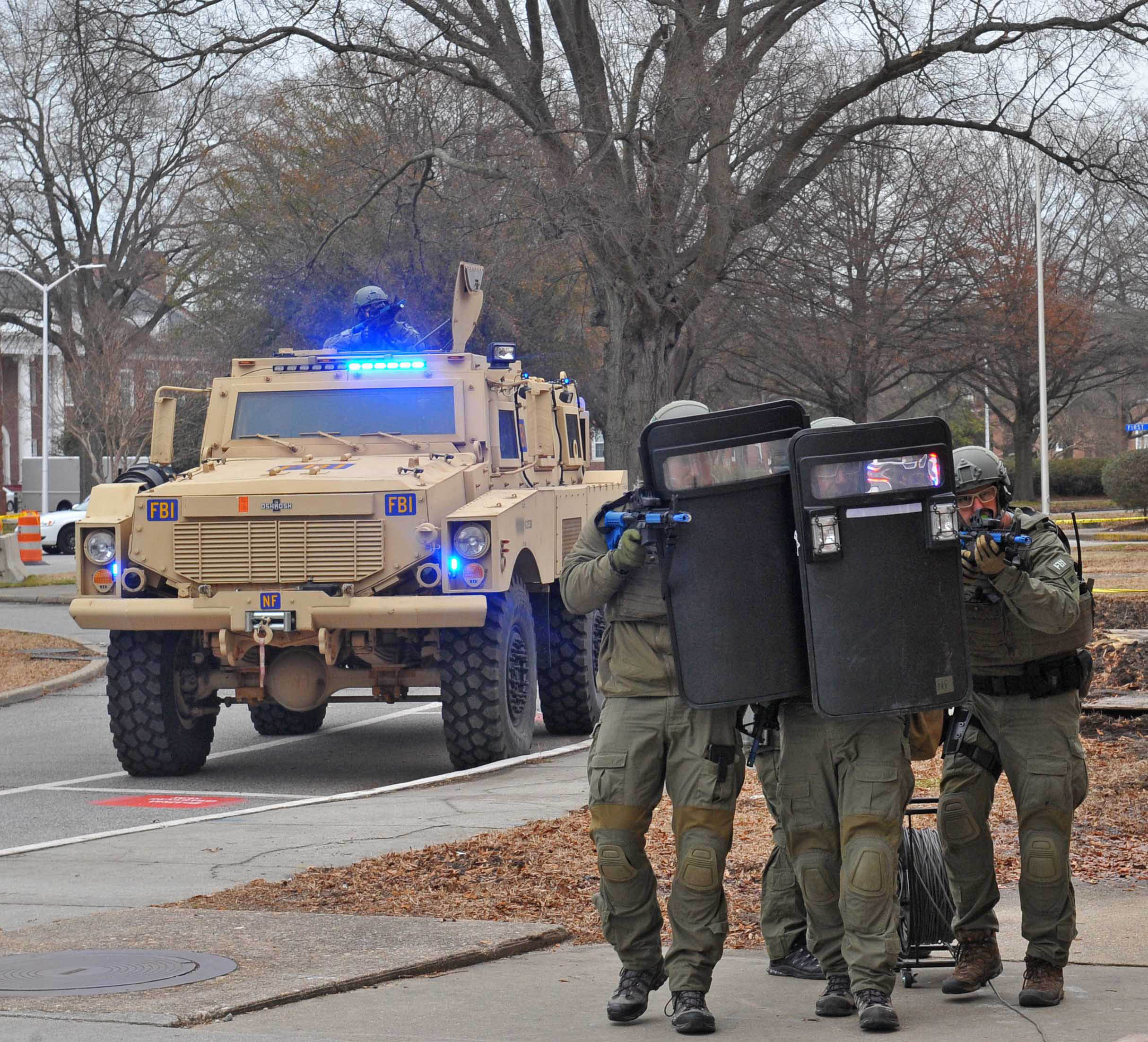
ノーフォーク海軍基地で行われたテロ対策訓練でMRAPと並ぶFBI SWATの隊員たち

FBI SWATは、en:Lenco BearCat、ハンヴィー、様々なMRAPモデル、時には無限軌道型の装甲兵員輸送車など、様々な装甲SWAT車両を運用する。また、必要に応じて（注目を避ける目的など）、フォードやゼネラルモーターズ、ステランティスの子会社が生産する覆面SUVやバン、ピックアップトラックなどのさまざまな民間用車両も多く使用している。

## 大衆文化
FBI SWATは、FBIの戦術部隊として多くの作品に登場し、通常の警察のSWATをはるかに上回る能力を持つエリート戦術部隊から、通常の戦術チームまで、さまざまな姿で描かれている。

### 映画&テレビドラマ
映画やテレビでは、
- 『フェイス/オフ』（1997年）
- 『ザ・タウン』（2010年）
- 『S.W.A.T. 闇の標的（英語版）』（2011年）
- 『S.W.A.T. アンダーシージ（英語版）』（2017年）

といった映画や、
- 『FBI: 特別捜査班』
- 『クリミナル・マインド FBI行動分析課』

といったテレビドラマにFBI SWATは登場している。

### ゲーム
FBI SWATは、
- 『SWAT 4』（2005年）
- 『PAYDAY 2』（2013年）
- 『レインボーシックス シージ』（2015年）
- 『ゴーストリコン ワイルドランズ』（2017年）
- 『ゴーストリコン ブレイクポイント』（2019年）
- 『Ready or Not』（2021年）

など、いくつかのビデオゲームでも登場する。